# Rotemburgo del Néckar
Rotemburgo o Rotteburgo del Néckar (en alemán: Rottenburg am Neckar) es una ciudad situada a orillas del río Neckar en el estado federado alemán de Baden-Wurtemberg.
La ciudad se subdivide en un núcleo urbano y 17 barrios periféricos: Bad Niedernau, Baisingen, Bieringen, Dettingen, Eckenweiler, Ergenzingen, Frommenhausen, Hailfingen, Hemmendorf, Kiebingen, Obernau, Oberndorf, Schwalldorf, Seebronn, Weiler, Wendelsheim, Wurmlingen.